# Associazione Sportiva Taranto Calcio 2010-2011
Questa voce raccoglie le informazioni riguardanti l'Associazione Sportiva Taranto Calcio nelle competizioni ufficiali della stagione 2010-2011.

## Stagione
Nella stagione 2010-2011 il Taranto disputa il girone B del campionato di Lega Pro Prima Divisione, raccoglie 55 punti che valgono il quinto posto ed il diritto a disputare i Play-off, nella doppia semifinale viene però superato dall'Atletico Roma. Affidato al Tecnico Giuseppe Brucato, dopo una partenza difficoltosa passa nelle mani di Davide Dionigi dalla 13ª giornata, raccoglie nel girone di andata 25 punti con la quinta posizione, fa meglio nel girone di ritorno, nel quale mette insieme 30 punti, appena sufficiente ad agganciare il treno Play-off, dove però non si fa trovare pronto, perdendo la semifinale. Il miglior realizzatore tarantino di stagione è il romagnolo Riccardo Innocenti con 9 reti. La squadra rossoblù partecipa anche alla Coppa Italia nazionale eliminando nel primo turno la Feralpisalò (1-0), poi nel secondo turno esce dal torneo superato dal Novara, che si impone (3-1) dopo i supplementari. Nella Coppa Italia di Lega Pro il Taranto non partecipa ai gironi di qualificazione, avendo disputato la Coppa Italia Nazionale, nel primo turno ad eliminazione elimina (1-0) il Matera, nel secondo turno viene eliminato dalla Juve Stabia ai calci di rigore.

## Organigramma societario
| Staff dell'area amministrativa - Vincenzo Bartolomeo D'Addario - Presidente - Valerio D'Addario - Vice Presidente - Valentino Angeloni - Consulente di mercato - Mike Hulls - Responsabile area Gestione - Vincenzo Lupo - Responsabile Marketing - Piero Similimeo - Responsabile Amministrazione - Andrea Greco - Ufficio legale | Staff dell'area tecnica - Davide Dionigi - Allenatore - Francesco Passiatore - Vice allenatore - Gianpaolo Spagnulo - Preparatore Portieri - Antonio Le Pera - Collaboratore Tecnico - Paolo Redavid - Preparatore Atletico - Agostino Marras - Responsabile area Tecnica |

## Rosa
| N. |                    | Ruolo | Calciatore            |
| -- | ------------------ | ----- | --------------------- |
|    | Spagna (bandiera)  | P     | Nicolás Suárez Bremec |
|    | Italia (bandiera)  | P     | Davide Faraon         |
|    | Italia (bandiera)  | P     | Nicola Barasso        |
|    | Italia (bandiera)  | P     | Edoardo Goio          |
|    | Italia (bandiera)  | D     | Angelo Antonazzo      |
|    | Uruguay (bandiera) | D     | Cristian Sosa         |
|    | Senegal (bandiera) | D     | Mohamed Coly          |
|    | Italia (bandiera)  | D     | Francesco Colombini   |
|    | Italia (bandiera)  | D     | Fabio Prosperi        |
|    | Italia (bandiera)  | D     | Luigi Panarelli       |
|    | Italia (bandiera)  | D     | Vincenzo Migliaccio   |
|    | Italia (bandiera)  | D     | Sergio Sabatino       |
|    | Italia (bandiera)  | D     | Demetrio Cutrupi      |

| N. |                    | Ruolo | Calciatore         |
| -- | ------------------ | ----- | ------------------ |
|    | Svezia (bandiera)  | C     | Jonatan Berg       |
|    | Italia (bandiera)  | C     | Davide Giorgino    |
|    | Italia (bandiera)  | C     | Filippo Pensalfini |
|    | Italia (bandiera)  | C     | Oscar Branzani     |
|    | Italia (bandiera)  | C     | Guido Di Deo       |
|    | Italia (bandiera)  | C     | Desiderio Garufo   |
|    | Francia (bandiera) | C     | Julien Rantier     |
|    | Italia (bandiera)  | A     | Nicola Russo       |
|    | Italia (bandiera)  | A     | Emanuele Dalì      |
|    | Italia (bandiera)  | A     | Matteo Guazzo      |
|    | Brasile (bandiera) | A     | Lucas Chiaretti    |
|    | Francia (bandiera) | A     | Ousmane Sy         |
|    | Italia (bandiera)  | A     | Domenico Girardi   |

### Lega Pro Prima Divisione

#### Girone di andata
| Arbitro: | De Faveri (San Donà di Piave) |

|             |           |  |
| Rantier 61’ | Marcatori |  |

| Arbitro: | Coccia (San Benedetto del Tronto) |

|               |           |  |
| Franchini 41’ | Marcatori |  |

| Arbitro: | Pairetto (Nchelino) |

|                          |           |            |
| Innocenti 37’ Di Deo 82’ | Marcatori | 68’ D'Anna |

| Cosenza 12 settembre 2010, ore 15:00 CEST 4ª giornata | Cosenza                      | 0 – 0 | Taranto | Stadio San Vito\| Arbitro: \| Del Giovane (Albano Laziale) \| |
| Arbitro:                                              | Del Giovane (Albano Laziale) |       |         |                                                               |

| Arbitro: | Sguizzato (Verona) |

|                                            |           |                          |
| R. Innocenti 36’ Rantier 72’ Ni. Russo 89’ | Marcatori | 24’ Berretti 75’ Nulicek |

| Arbitro: | Barbiero (Vicenza) |

|             |           |  |
| Ciotola 61’ | Marcatori |  |

| Arbitro: | Gallo (Barcellona Pozzo di Gotto) |

|                     |           |                  |
| Carparelli 33’, 70’ | Marcatori | 76’ R. Innocenti |

| Arbitro: | Borriello (Mantova) |

|                                |           |             |
| R. Innocenti 85’ Rantier 90+3’ | Marcatori | 78’ Bertoli |

| Benevento 17 ottobre 2010, ore 15:00 CEST 9ª giornata | Benevento         | 0 – 0 | Taranto | Stadio Ciro Vigorito\| Arbitro: \| Barbeno (Brescia) \| |
| Arbitro:                                              | Barbeno (Brescia) |       |         |                                                         |

| Arbitro: | Giallanza (Catania) |

|                                |           |                            |
| R. Innocenti 2’ E. Ferraro 83’ | Marcatori | 35’ Bellomo 58’ Simoncelli |

| Arbitro: | Gavillucci (Latina) |

|                 |           |  |
| L. Castaldo 40’ | Marcatori |  |

| Arbitro: | Di Ciommo (Venosa) |

|                         |           |                                    |
| R. Innocenti 25’ (rig.) | Marcatori | 4’ Fondi 65’ Coresi 84’ Giacomelli |

| Lanciano 14 novembre 2010, ore 14:30 CET 13ª giornata | Virtus Lanciano  | 0 – 0 | Taranto | Stadio Guido Biondi\| Arbitro: \| Fabbri (Ravenna) \| |
| Arbitro:                                              | Fabbri (Ravenna) |       |         |                                                       |

| Arbitro: | Peretti (Verona) |

|                  |           |  |
| R. Innocenti 43’ | Marcatori |  |

| Arbitro: | Aureliano (Bologna) |

|             |           |  |
| Mancino 64’ | Marcatori |  |

| Arbitro: | Aureliano (Bologna) |

|                              |           |                    |
| Colombini 40’ Nic. Russo 56’ | Marcatori | 80’ (rig.) Insigne |

| Arbitro: | Pairetto (Nichelino) |

|                         |           |  |
| Pizza 20’ D'Onofrio 83’ | Marcatori |  |

#### Girone di ritorno
| Arbitro: | Penno (Nichelino) |

|                                                |           |                                    |
| T. Bizzarri 9’ Tozzi Borsoi 19’ Alessandro 54’ | Marcatori | 22’ Giorgino 35’, 40’ R. Innocenti |

| Arbitro: | Merlino (Udine) |

|  |           |               |
|  | Marcatori | 41’ Franchini |

| Gela 16 gennaio 2011, ore 14.30 CET 20ª giornata | Gela            | 0 – 0 | Taranto | Stadio Vincenzo Presti\| Arbitro: \| Ros (Pordenone) \| |
| Arbitro:                                         | Ros (Pordenone) |       |         |                                                         |

| Arbitro: | Carbone (Napoli) |

|             |           |  |
| Girardi 12’ | Marcatori |  |

| Andria 7 febbraio 2011, ore 20.30 CET 22ª giornata | Andria BAT                        | 0 – 0 | Taranto | Stadio Degli Ulivi\| Arbitro: \| Coccia (San Benedetto del Tronto) \| |
| Arbitro:                                           | Coccia (San Benedetto del Tronto) |       |         |                                                                       |

| Arbitro: | De Faveri (San Donà di Piave) |

|                 |           |            |
| L. Cipriani 31’ | Marcatori | 71’ Di Deo |

| Arbitro: | Adducci (Paola) |

|                     |           |             |
| Chiaretti 4’ Sy 30’ | Marcatori | 62’ Guidone |

| Arbitro: | Sguizzato (Verona) |

|  |           |       |
|  | Marcatori | 2’ Sy |

| Arbitro: | Del Giovane (Albano Laziale) |

|                          |           |               |
| Sy 37’, 51’ Garufo 90+3’ | Marcatori | 17’ Signorini |

| Barletta 20 marzo 2011, ore 14.30 CET 27ª giornata | Barletta            | 0 – 0 | Taranto | Stadio Cosimo Puttilli\| Arbitro: \| Gavillucci (Latina) \| |
| Arbitro:                                           | Gavillucci (Latina) |       |         |                                                             |

| Arbitro: | Coccia (San Benedetto del Tronto) |

|                        |           |                 |
| Di Deo 24’ Rantier 50’ | Marcatori | 24’ (aut.) Sosa |

| Foligno 10 aprile 2011, ore 15.00 CEST 29ª giornata | Foligno                           | 0 – 0 | Taranto | Stadio Pietro Barbetti\| Arbitro: \| Gallo (Barcellona Pozzo di Gotto) \| |
| Arbitro:                                            | Gallo (Barcellona Pozzo di Gotto) |       |         |                                                                           |

| Arbitro: | Ros (Pordenone) |

|             |           |            |
| Girardi 35’ | Marcatori | 57’ Titone |

| Arbitro: | Del Giovane (Albano Laziale) |

|  |           |                                     |
|  | Marcatori | 4’ (aut.) Corona 37’ Girardi 54’ Sy |

| Arbitro: | Operato (Isernia) |

|                    |           |                    |
| Sy 65’ Girardi 55’ | Marcatori | 59’, 90+1’ Mancino |

| Foggia 8 maggio 2011, ore 15.00 CEST 33ª giornata | Foggia              | 0 – 0 | Taranto | Stadio Pino Zaccheria\| Arbitro: \| Borriello (Mantova) \| |
| Arbitro:                                          | Borriello (Mantova) |       |         |                                                            |

| Arbitro: | Donati (Ravenna) |

|               |           |  |
| Antonazzo 20’ | Marcatori |  |

### Play-off
| Arbitro: | Viti (Campobasso) |

|  |           |          |
|  | Marcatori | 13’ Babù |

| Arbitro: | Gallo (Barcellona Pozzo di Gotto) |

|                        |           |                                    |
| Mazzeo 64’ Padella 90’ | Marcatori | 14’ Prosperi 52’ Di Deo 82’ Guazzo |

### Coppa Italia
| Arbitro: | Ripa (Nocera Inferiore) |

|                |           |  |
| Nic. Russo 83’ | Marcatori |  |

| Arbitro: | Merchiori (Ferrara) |

|                                     |           |                  |
| Motta 10’ Gigliotti 93’ Rubino 118’ | Marcatori | 70’ R. Innocenti |

### Coppa Italia Lega Pro

#### Primo Turno
| Arbitro: | Adducci (Paola) |

|  |           |               |
|  | Marcatori | 89’ Colombini |

| Arbitro: | Adducci (Paola) |

|                                         |                      |                               |
| N. Tarantino 35’ Scognamiglio 113’      | Marcatori            | 66’ Nic. Russo 110’ Antonazzo |
| Tarantino Scognamiglio Dianda Mezavilla | Tiri di rigore 4 – 2 | Berg Corvetto M. Gori Taulo   |